# فريق تمريضي

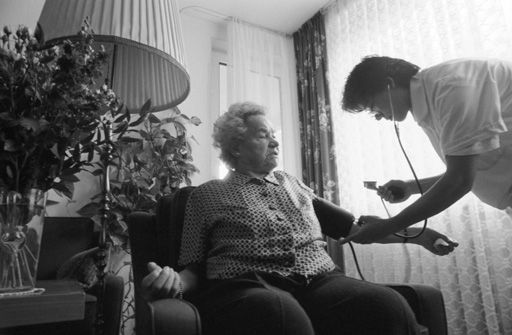

الفريق التمريضي ( أو العمل بفريق تمريضي ) هو نظام من الرعاية المتكاملة التي طورت في 1950 ( بواسطة إلينارو لامبيرستون في كلية المعلمين ) جامعة كولومبيا ، نيويورك .ولأن الطريقة الوظيفية واجهت نقد، نظام جديد من التمريض تم النصح به لتطوير اكتفاء المرضى.
الرعاية عبر الآخرين أصبحت المحور الرئيسي والعلامة الرئيسية في الفريق التمريضي . تم تطويرها في محاولة وجهد لتقليل المشاكل المرتبطة مع الطريقة الوظيفية، معظم الناس شعروا أنه بالرغم من النقص المستمر بالتمريض والعاملين فيه يجب تطوير نظام تقديم الرعاية للمرضى بحيث يقلل من اعتماده على الطريقة الوظيفية .تم تطويرها في محاولة وجهد لتقليل المشاكل المرتبطة مع الطريقة الوظيفية، معظم الناس شعروا أنه بالرغم من النقص المستمر بالتمريض والعاملين فيه يجب تطوير نظام تقديم الرعاية للمرضى بحيث يقلل من اعتماده على الطريقة الوظيفية .
الفريق التمريضي تم تطويره بسبب التغيرات الاجتماعية والتكنولوجيا في العالم خلال الحرب العالمية الثانية حيث تم إبعاد الكثير من التمريض عن المستشفيات، والخدمات، وأصبحت المهارات والأدوات أغلى ثمن وأعقد وتحتاج لإختصاصية في كل المجالات .
وأخيراً، الفريق الطبي هو محاولة لمواجهة ومقابلة المتطلبات في الخدمات التمريضية واستعمال أفضل للمعلومات والمهارات المتعلقة في التمريض المتطور والمدرب .